# オトガイ神経
オトガイ神経（- しんけい）は三叉神経第三枝である下顎神経の枝である下歯槽神経の主要な枝である。オトガイや下口唇、下顎前歯部・小臼歯部の頬粘膜の感覚を提供する。
下顎骨オトガイ孔より現れ、口角下制筋の下部でいくつかの枝に分かれる。一つはオトガイ部の皮膚へと向かう（オトガイ枝）。残りは下口唇の粘膜と皮膚へと向かう（下唇枝）。下唇枝の数は一本のケースから三本のケースまでありえ、2/3が一本である。
これらの枝は顔面神経と連絡する

## 麻酔
オトガイ神経を局所麻酔でブロックすることで、オトガイや下口唇、前歯から第一小臼歯部までの歯や頬粘膜部に麻酔を奏効させることができる（オトガイ孔伝達麻酔・オトガイ孔注射法）。この時、局所麻酔をオトガイ孔周囲の軟組織に浸潤させる。

## 追加画像

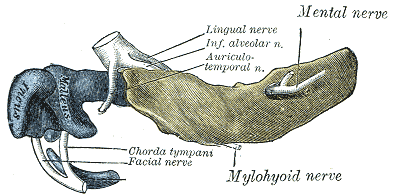
Mandible of human embryo 24 mm. long. Outer aspect.
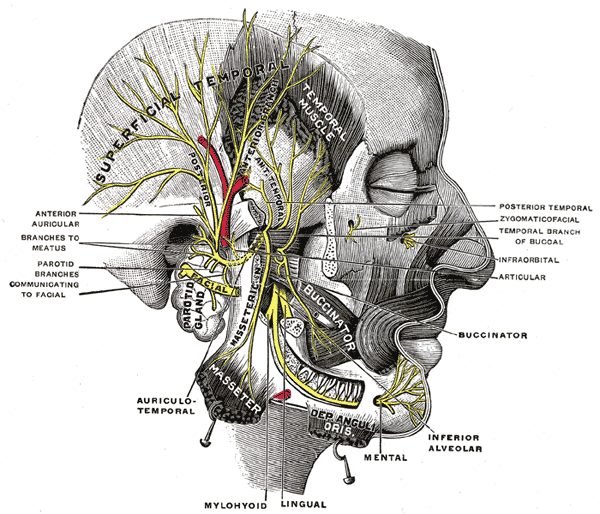
Mandibular division of the trifacial nerve.
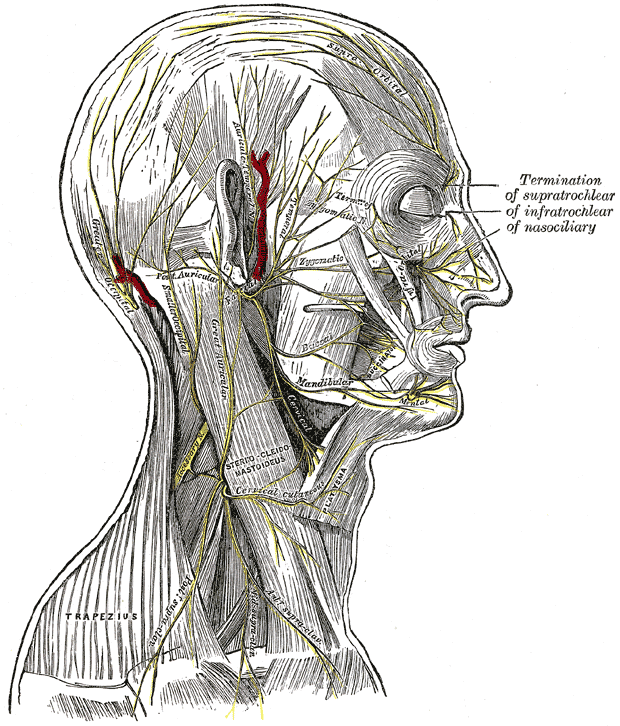
The nerves of the scalp, face, and side of neck.
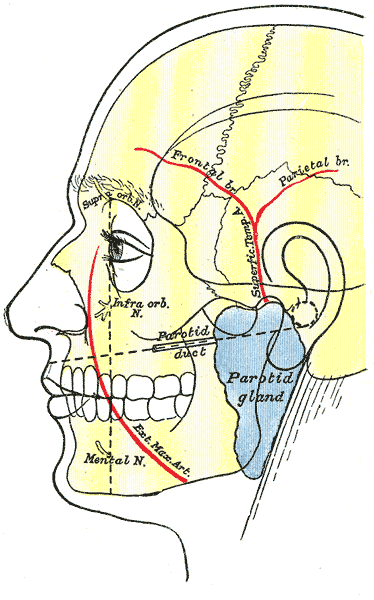
Outline of side of face, showing chief surface markings.